# Jasper Bovenhuis
Jasper Bovenhuis (Rouveen, 27 de julio de 1991) es un ciclista neerlandés que fue profesional entre 2010 y 2020.

## Palmarés
2015
- Memorial Arno Wallaard[2]